# Lepanthes alvarezii
Lepanthes alvarezii är en orkidéart som beskrevs av Pedro Ortiz Valdivieso. Lepanthes alvarezii ingår i släktet Lepanthes och familjen orkidéer. Inga underarter finns listade i Catalogue of Life.